# Nicholas Goepper
Nicholas Goepper (conocido como Nick Goepper; Fort Wayne, 14 de marzo de 1994) es un deportista estadounidense que compite en esquí acrobático, especialista en las pruebas de slopestyle y halfpipe.
Participó en tres Juegos Olímpicos de Invierno, obteniendo tres medallas, plata en Pyeongchang 2018, bronce en Sochi 2014 y plata en Pekín 2022, en el slopestyle.
Ganó tres medallas en el Campeonato Mundial de Esquí Acrobático entre los años 2013 y 2025. Adicionalmente, consiguió siete medallas en los X Games de Invierno.

## Medallero internacional
| Juegos Olímpicos   | Juegos Olímpicos            | Juegos Olímpicos  | Juegos Olímpicos |
| Año                | Lugar                       | Medalla           | Prueba           |
| ------------------ | --------------------------- | ----------------- | ---------------- |
| 2014               | Sochi (Rusia)               | Medalla de bronce | Slopestyle       |
| 2018               | Pyeongchang (Corea del Sur) | Medalla de plata  | Slopestyle       |
| 2022               | Pekín (China)               | Medalla de plata  | Slopestyle       |
| Campeonato Mundial |                             |                   |                  |
| Año                | Lugar                       | Medalla           | Prueba           |
| 2013               | Oslo/Voss (Noruega)         | Medalla de bronce | Slopestyle       |
| 2019               | Park City (Estados Unidos)  | Medalla de bronce | Slopestyle       |
| 2025               | Engadina (Suiza)            | Medalla de plata  | Halfpipe         |

| X Games de Invierno | X Games de Invierno    | X Games de Invierno | X Games de Invierno |
| Año                 | Lugar                  | Medalla             | Prueba              |
| ------------------- | ---------------------- | ------------------- | ------------------- |
| 2012                | Aspen (Estados Unidos) | Medalla de plata    | Slopestyle          |
| 2013                | Aspen (Estados Unidos) | Medalla de oro      | Slopestyle          |
| 2014                | Aspen (Estados Unidos) | Medalla de oro      | Slopestyle          |
| 2015                | Aspen (Estados Unidos) | Medalla de oro      | Slopestyle          |
| 2017                | Oslo (Noruega)         | Medalla de plata    | Slopestyle          |
| 2021                | Aspen (Estados Unidos) | Medalla de oro      | Slopestyle          |
| 2025                | Aspen (Estados Unidos) | Medalla de oro      | Slopestyle          |